# Кукурудзяні палички

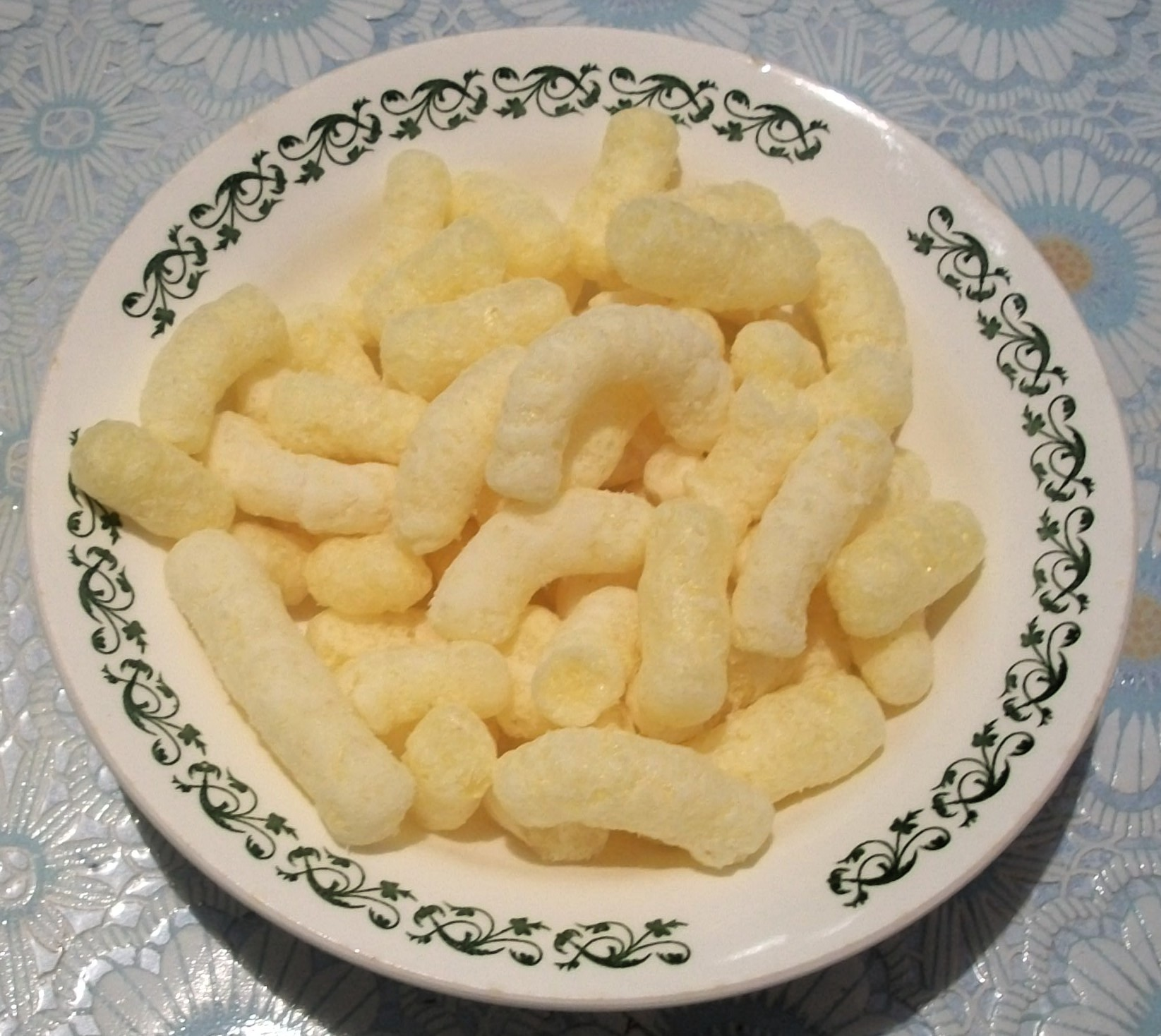

Кукурудзяні палички — харчовий продукт, який представляє собою сформовану і висушену піну, виготовлену на основі спеціально підготовленої кукурудзяної крупи. Іноді під кукурудзяними паличками розуміють аналогічні вироби на основі крохмалемістких круп інших злаків. За типом продукту є сухим сніданком, загальні вимоги щодо виготовлення на території України регламентуються ДСТУ 2903—2005.

## Історія появи
Попередниками появи паличок були кукурудзяні пластівці, винахід яких стався випадково.
У 90-х роках XIX століття брати лікар Келлогг і Вілл Кіт Келлог, власники санаторію «Батл-Крик» у США, недогледіли при приготуванні страви із маїсового борошна. Щоб не викидати отриману кашу (ймовірно, її було дуже багато), вони спробували зробити з неї маїсове тісто, продавивши через ролики. Тісто не вдалося, але вийшли пластівці. В останній спробі врятувати продукт пластівці обсмажили на кукурудзяній олії. Після зняття першої проби інші пластівці також були пересмажені та подані до столу постояльців. Страва мала успіх.
Наступний крок — перехід від пластівців до паличок, був зроблений вже в післявоєнні роки з розвитком технології харчових виробництв. Зокрема це було пов'язано із широким впровадженням екструзії в харчовій промисловості США.
В Україні виробництво кукурудзяних паличок вперше було організовано в 1963 році на Дніпропетровському комбінаті харчових концентратів за технологією і на обладнанні, розроблених В. Я. Крикуновим.
У 80-ті роки з'явилися продукти з інших круп, приготовані за технологією кукурудзяних паличок, наприклад, палички та подушечки з рисової крупи тощо.
У 90-х роках XX століття виробництвом кукурудзяних паличок через простоту технології почали займатися численні кооперативи, тоді ж почалися експерименти по заправці кукурудзяних паличок іншими продуктами (крім цукрової пудри).

## Отримання
Саму по собі технологію отримання кукурудзяних паличок називають нескладною, але вона вимагає ретельного дотримання температурно-вологісних режимів для самої піноутворювальної маси, а також для атмосфери, в якій відбувається спінювання та підсушування готового продукту.
Технологічний процес отримання паличок складається з наступних етапів:
- Підготовка кукурудзяної крупи. Під час підготовки кукурудзяна крупа підсушується, а потім просівається. При цьому намагаються відокремити як дрібні (особливо борошнисті), так і великі фракції. Придатними для використання є крупинки з розміром від 0,67 мм до 1,2 мм. Мінімальний розкид у розмірах крупинок необхідний для того, щоб під час приготування маси для спінювання і потім самої піни крупинки просочувалися та спінювалися однаковим чином. За наявності в крупі борошна на наступних операціях крупа почне склеюватися у водонепроникні грудки, а потім і підгоряти в екструдері.
- Кондиціонування. Відібрана крупа подається у шнековий кондиціонер, де протягом 2-4 хвилин її змішують з підсоленою водою. Потім відбувається витримка до 2-4 годин при постійному перемішуванні. Ступінь вологості крупи на цьому етапі контролюється і має бути близько 22-25 %.
- Екструзія. Витримана зволожена та підсолена крупа надходить у довгий шнековий підігрітий (до 170°С-190°С) екструдер зі зменшуваним кроком гвинта. У міру проходження екструдера крупа нагрівається до температур понад 200°С, тиск пари води сильно зростає, крупа перетворюється на однорідну пластичну масу. Під дією тиску пари води та подачі шнекового механізму гаряча маса видавлюється через вихідний отвір екструдера в потік підсушеного підігрітого повітря. Тиск перегрітої водяної пари вибухово розширює масу, формуючи структуру кукурудзяної палички та багаторазово збільшуючи об'єм. Рухомий ніж періодично зрізає палички, що видавлюються, і вони з потоком повітря відносяться в приймач, підсушуючись по шляху до вологості 5-6 %.
- Підсушені палички вже можна вживати в їжу, проте в такому вигляді на реалізацію вони, як правило, не надходять. Маючи високу пористість, підсушені палички добре приймають глазурі на жировій основі, за рахунок чого збагачується їхній смак і збільшується поживна цінність. Для глазурування використовується рослинна олія та тонкомелені речовини або їхні суміші, наприклад: цукор, сіль, часник, різні прянощі, сир, м'ясо крабів або креветок, печінка, ванілін, арахісова маса, шоколадна та жирова глазур, мінеральні солі, вітаміни, жир, лецитин, білкові збагачувачі, харчові есенції та кислоти та багато інших.
- Збагачення (глазурування). У дражувальному котелі засипаються палички та додається рослинна олія, після перемішування протягом 3-5 хвилин у котел досипають порошкові добавки, наприклад цукрову пудру, і перемішують ще якийсь час для рівномірного розподілу порошку. В'язкі малорозчинні добавки (арахісові та шоколадні) попередньо змішують з рослинною олією і в рідкому підігрітому вигляді відразу перемішують з паличками.
- Фасування. Стандартна операція, що виконується на звичайних фасувальних автоматах для сипучих продуктів.

Успішні виробники не розкривають особливості свого технологічного процесу (ноу-хау), тому тут наводиться лише загальна схема техпроцесу, також режимні параметри техпроцесу можуть дещо відрізнятися від наведених.

## Властивості
Строго кажучи, всі властивості піни, що утворює палички, взаємопов'язані, проте можна виділити кілька вимірюваних параметрів, які використовуються при контролі технологічного процесу.
- Об'ємна густина — це інтегральний параметр, що вказує на ймовірність відхилення якості продукту від необхідного: наприклад, зниження насипної густини продукту може свідчити як про можливий більш ніжний смак паличок, так і про такі дефекти як брак відсічення екструзії (утворюються довгі виті палички, що суттєво збільшують загальний об'єм) або надмірне роздування повітряних бульбашок піни при товстих середостінках; підвищення насипної густини понад допустиме зазвичай завідомо свідчить про наявність дефектів, наприклад про підвищену вологість продукту або проблеми зі спінюванням маси.
- Розмір та форма бульбашок піни: дуже дрібні бульбашки за рахунок поверхневого натягу мають круглу форму та оточені відносно товстими стінками з твердими та щільними тетраедричними зернами в місці змикання чотирьох кульок піни. Великі бульбашки сильно спотворюють форму виробів. Оптимальними є огранені сусідами бульбашки з перетином близько 1-4 мм.
- Структура та товщина поверхневого шару паличок: структура поверхні паличок завжди відрізняється від структури їхньої серцевини, при цьому розмір бульбашок у поверхневій області повинен залишатися невеликим, щоб зберегти форму палички та полегшити нанесення добавок, а ось товщина поверхневого шару повинна бути мінімальною, щоб поверхня за консистенцією не відчувалася як окрема шкірка (приблизно так, наприклад, відчувається скоринка у хліба).
- Вологість готового продукту: продукти з підвищеною вологістю не мають характерного хрускоту, що вважається однією з важливих споживчих якостей кукурудзяних паличок, крім того поверхневий шар паличок, що зберігаються при підвищеній вологості, швидко ущільнюється, а серцевина легко грудкується, що відчувається при їхньому вживанні.
- Рівномірність розподілу смакових збагачувачів: усі палички тією чи іншою мірою грішать обсипанням збагачувачів смаку, так що в упаковці кутові та нижні палички зазвичай несуть на собі більше збагачувачів.